# Sau cánh cửa bách hóa
Sau cánh cửa bách hóa (tiếng Nga: За витриной универмага) là một phim hài do Samson Samsonov đạo diễn, xuất phẩm ngày 29 tháng 04 năm 1956 tại Moskva.

## Nội dung
Xưởng may cung cấp một loạt sản phẩm lỗi cho bách hóa thương trường. Trưởng bộ phận thời trang may sẵn của thương trường Mikhayl Ivanovich Krylov tranh cãi với giám đốc xưởng Anna Andreyevna Andreyeva.
Chẳng bao lâu, trong lô quần áo may sẵn lần ra được những khiếm khuyết. Anna quyết định giúp Mikhayl và giữa họ dần nảy sinh cảm thông lẫn nhau. Trong khi đó, một nhóm phục vụ viên bách hóa tự tiến hành điều tra và kết quả là phát hiện được kẻ gian, khiến Mikhayl đổi hẳn quan điểm.

## Kĩ thuật
Phim được thực hiện tại Moskva giữa năm 1955.

### Sản xuất
- Điều phối: Sergey Yutkevich
- Mĩ thuật: Boris Chebotaryov, Leonid Chibisov
- Phục trang: Vasily Kovrigin
- Cố vấn: Nikolay Strogov (giám đốc GUM)[5]

### Diễn xuất
- Oleg Anofryev[6]... Slava Sidorkin
- Viktor Arkasov
- Olga Bgan
- Ivan Dmitryev... Mikhayl Ivanovich Krylov
- Mikayela Drozdovskaya... Yulya Petrova
- Svetlana Druzhinina[7][8][9]... Sonya Bozhko
- Vyacheslav Gostinsky
- Anatoliy Kuznetsov... Công an trung úy
- Nadezhda Medvedeva... Anna Andreyevna
- Valentina Leonteva[10]

## Hậu trường
Giai điệu kết thúc bộ phim sau được dùng làm nhạc báo động cho chương trình truyền hình Quán âm nhạc.
Sau khi Sau cánh cửa bách hóa ra rạp, nhà phê bình điện ảnh Rostislav Yurenev phát biểu rằng, bộ phim "hoàn toàn không hài hước" (совершенно не смешон).